# Indotriconodon
Indotriconodon magnus — вимерлий ссавець з пізньої крейди в Індії. Евтриконодонт, він представляє геологічно наймолодшу групу, яка датується маастрихтом лише за кілька тисяч років до події KП (рекорд раніше належав Alticonodon lindoei з кампанії Канади), а також відносно великого мезозойського ссавця.

## Опис
Indotriconodon magnus відомий лише з одного нижнього моляра. Він приблизно на 20% менший, ніж у Repenomamus giganticus, але більший, ніж у інших евтриконодонтів, що робить його ссавцем розміром із борсука.

## Філогенез
Згідно з описом 2024 року, він гніздиться глибоко в Eutriconodonta, будучи сестринським таксоном Volaticotherini.

## Палеоцеологія
Знайдений у міжтраппових пластах, він співіснував принаймні з іншими десятьма родами ссавців, а також різними лускоподібними, черепахами та динозаврами.